# Barnes & Noble
Pour les articles homonymes, voir Barnes.
Barnes & Noble (B&N) est le plus gros libraire aux États-Unis. Le siège de la chaîne, dont les principaux magasins sont appelés Barnes & Noble Booksellers, est basé à New York.
La compagnie gère une chaîne de magasins, les "B. Dalton Booksellers", dans les malls.
L'entreprise est connue pour ses grands points de vente, dont beaucoup possèdent un café servi par Starbucks, et pour ses prix compétitifs sur les best-sellers. La plupart des magasins proposent aussi des magazines, des journaux, des DVDs, des romans graphiques, des cadeaux, des jeux, et de la musique. Les jeux vidéo et les produits s'y rapportant étaient vendus dans les points de vente GameStop de la compagnie jusqu'en octobre 2004, quand la filiale devint une compagnie indépendante (spin-off).

## Histoire

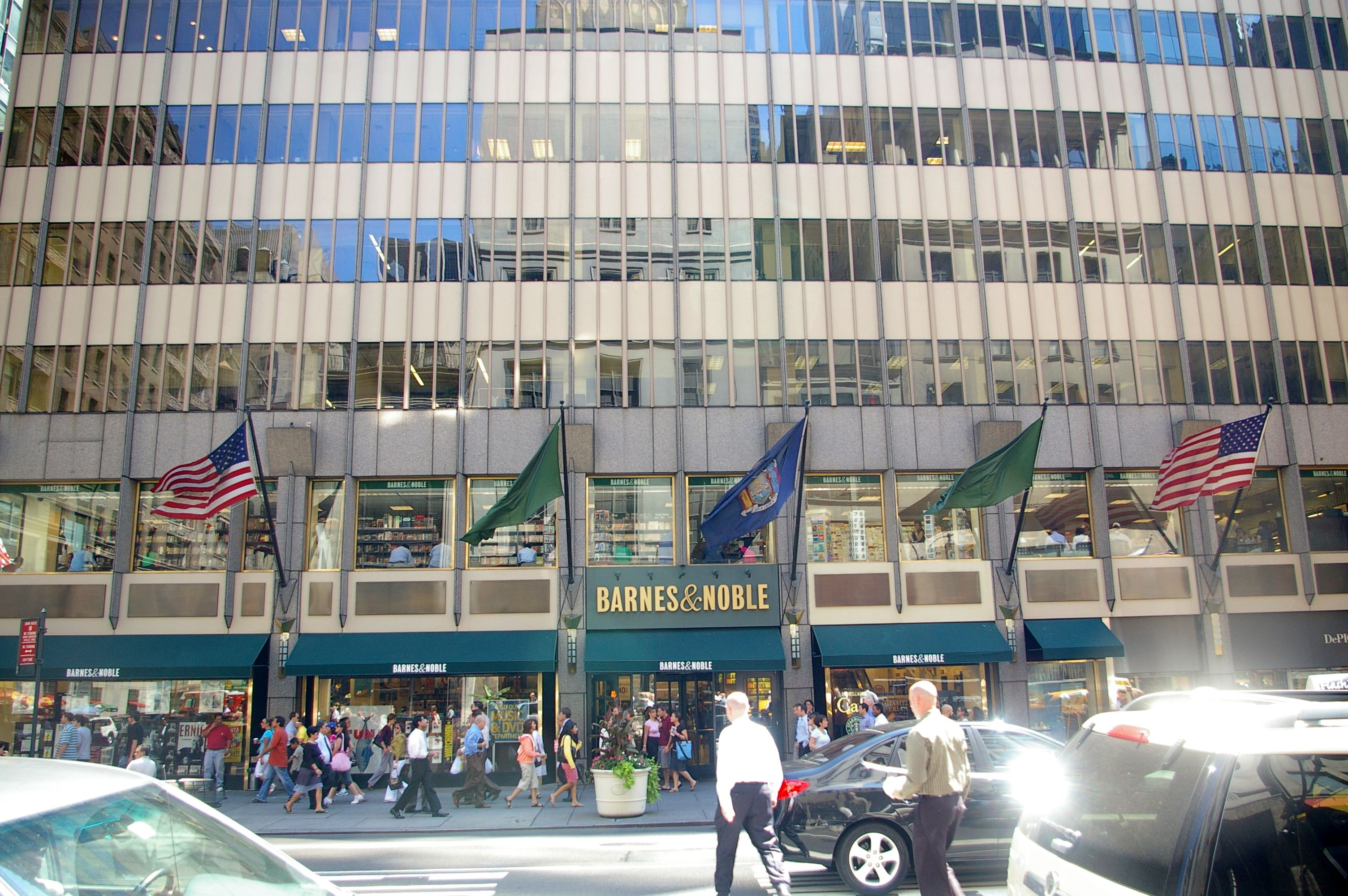
Barnes & Noble sur la Cinquième avenue.

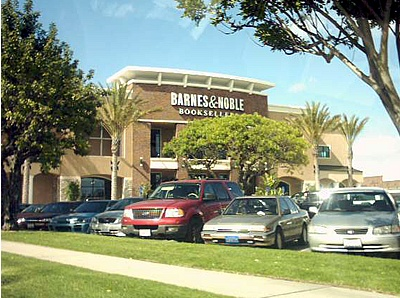
Barnes & Noble à Torrance (Californie).

Barnes & Noble fut créée en 1873 quand Charles Barnes ouvrit une imprimerie à Wheaton dans l'Illinois. La première vraie librairie fut mise en place par son fils, William, en partenariat avec G. Clifford Noble, en 1917 à New York. La librairie originale se trouvait à 31 West 15th St., et ouvrit durant la Première Guerre mondiale. En 1932, alors que la Grande Dépression était à son point culminant, la librairie fut déménagée là où elle se trouve actuellement sur la 18e rue et la Cinquième avenue.
L'affaire fut achetée en 1971 par Leonard Riggio, qui surveillait la croissance de l'entreprise. En 1974, Barnes & Noble devint la première librairie à faire une campagne publicitaire à la télévision, et l'année suivante, la compagnie devint la première librairie d'Amérique à vendre des livres à prix cassés, en vendant les livres que le New York Times déclarait meilleure vente à 40 % du prix des éditeurs. Durant les années 1970 et 1980 Barnes & Noble ouvrit de plus petits magasins pratiquant le discount, qui furent progressivement éliminés au profit des grands magasins.
Ils commencèrent aussi à publier leurs propres livres destinés à être vendus aux clients pratiquant la vente par correspondance. Ces titres étaient principalement des rééditions abordables de titres épuisés, et leur vente, à travers des catalogues de vente par correspondance, permit à Barnes & Noble d'atteindre une nouvelle clientèle dans tout le pays.
Barnes & Noble continua de s'agrandir durant les années 1980, et, en 1987, acheta B. Dalton Bookseller à Dayton Hudson. L'acquisition de 797 librairies fit de la société un détaillant national et le deuxième libraire par sa taille aux États-Unis. Les critiques de B&N clament que cela a contribué au déclin des librairies locales et indépendantes. La chaîne ouvrit un magasin en ligne en 1997.
En 2002, le frère de Leonard Riggio, Stephen Riggio, fut nommé CEO.
En date du 2 mai 2008, l'entreprise gérait 798 magasins dans les 50 États des États-Unis et dans le District of Columbia. Parmi eux, 85 sont des points de vente B. Dalton. La compagnie a fermé 882 B. Dalton depuis 1989 et a affirmé son intention de continuer ainsi.
En décembre 2014, Barnes & Noble acquiert la participation de Microsoft dans Nook, une coentreprise dans les liseuses, pour 123 millions de dollars.
En juin 2019, Barnes & Noble est acquis pour 475,8 millions de dollars par le fonds d'investissement Elliott Management, qui a également acquis la librairie Waterstones.

## Site internet
Barnes & Noble a créé son site internet sur lequel la société vend des livres directement aux clients par l'intermédiaire de catalogues de vente par correspondance. Elle commença à vendre des livres en ligne dans les années 1980, mais le site web de la compagnie ne fut pas lancé avant mai 1997. Le site offre maintenant un choix de plus de 30 millions d'articles.

## Publication
La société Barnes & Noble publie elle-même à bon marché une part importante des livres qu'elle vend, réimprimant des titres non protégés par le droit d'auteur ou acquérant les droits de livres en langue américaine ou anglaise à d'autres éditeurs.
De plus, les commissions de Barnes & Noble réimpriment des anthologies et de gros recueils avec des rédacteurs internes.
Barnes & Noble commença à publier des livres durant les années 1980, en rééditant des titres épuisés. Un de ces titres, The Gentle Art of Verbal Self-Defense de Suzette Haden Elgin, a été vendu à 250 000 exemplaires. L'édition rééditée de The Columbia History of the World de John Garrity a été vendue à 1 million d'exemplaires.
Dès lors, la compagnie a augmenté ses publications. Cette croissance fut soutenue par l'acquisition de SparkNotes, un site éducatif et une entreprise de publication.
Aux alentours de 1992 jusqu'à début 2003, Barnes & Noble a sorti une série de classiques littéraires pour adultes et enfants sous le nom de Barnes & Noble Classics Collection.

## Les magasins

### Cafés

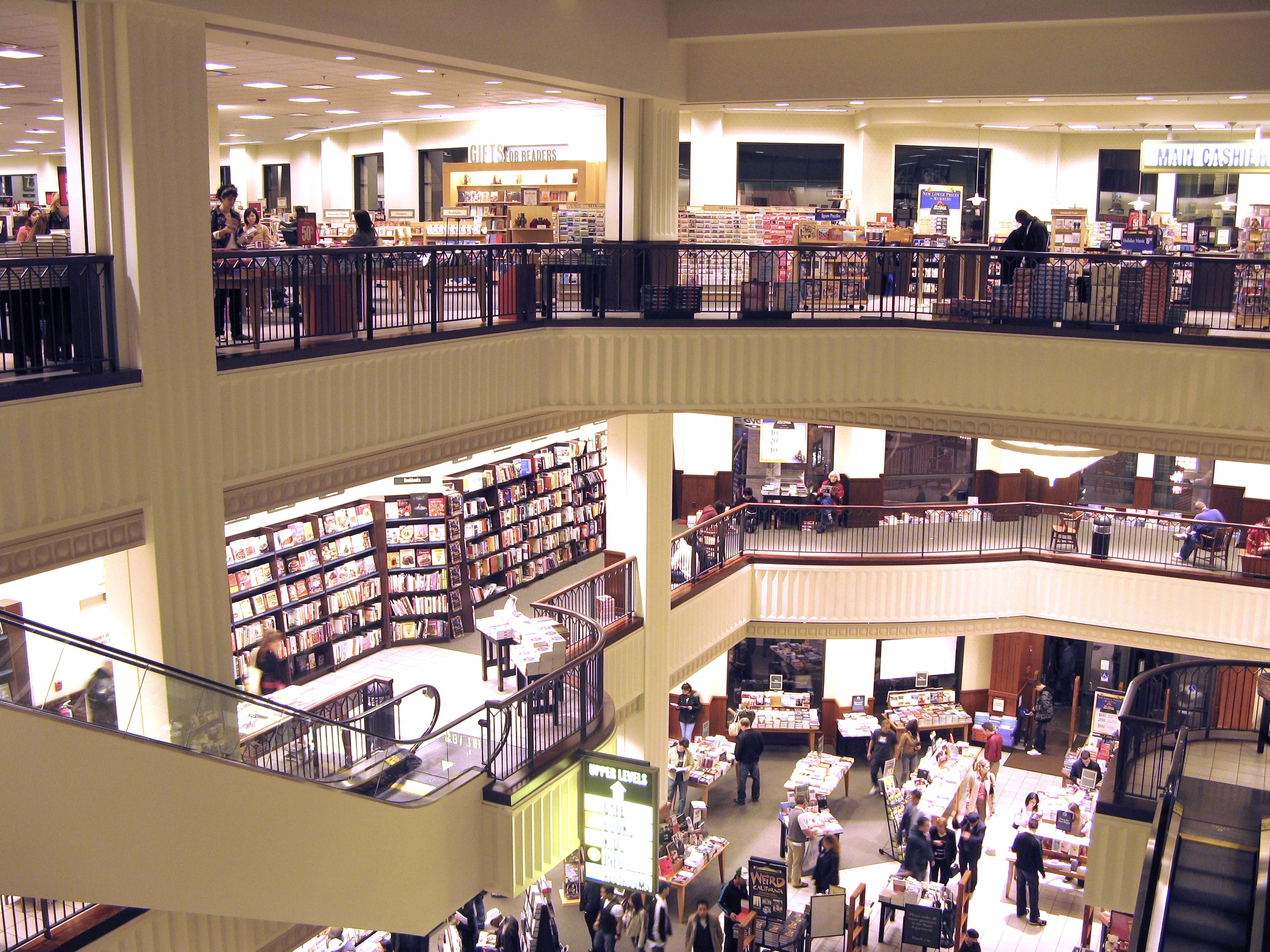
L'intérieur d'un Barnes & Noble situé dans The Grove at Farmers Market à Los Angeles

Le premier magasin à comporter un café Starbucks était celui de Springfield (New Jersey) en 1993. Depuis lors, la plupart des magasins ont été aménagés ou ont construit un lieu spécifiquement pour accueillir un café Starbucks, Harney & Sons ou Tazo Tea, de l'eau en bouteille FIJI, des articles de boulangerie de The Cheesecake Factory, des douceurs de Godiva Chocolatiers, des sandwiches et d'autres produits spéciaux. Bien que les cafés appartiennent et soient dirigés par Barnes & Noble, les serveurs suivent les standards Starbucks dans la préparation des boissons.

### Wi-Fi
En 2004, Barnes & Noble commença à fournir un accès Wi-Fi dans les cafés de certains magasins, en utilisant le fournisseur AT&T. Tous les 798 magasins fournissent actuellement le Wi-Fi, une généralisation qui se termina en 2006. Souvent, AT&T et Barnes & Noble laisse l'accès Wi-Fi gratuit durant les campagnes promotionnelles avec l'utilisation d'un coupon, mais le Wi-Fi n'est normalement pas fourni de manière gratuite; les paiements reviennent à AT&T Online.

## Membres & Rabais
En plus des best-sellers vendus à prix réduit, Barnes & Noble fournit aussi la possibilité de devenir membre, ce qui permet des économies supplémentaires aux adhérents. Ces membres acquièrent une carte de membre de 25 $, qui est valable jusqu'à la fin du même mois de l'année suivante. Par exemple, une carte acquise le 7 janvier 2008 expirera le 31 janvier 2009. Avec la dite carte, un membre peut économiser 40 % sur les best-sellers, 20 % sur tous les livres destinés aux adultes qui ne sont pas eux-mêmes l'objet de réduction, et 10 % sur tout le reste (sauf les cartes cadeaux, honoraires, et une autre carte de membre). Une fois qu'une carte d'adhérent a expiré, elle doit être renouvelée et les honoraires remboursés pour que le client puisse continuer à recevoir des remises. Barnes & Noble a aussi un programme de remises qui concerne les produits éducatifs.

## Nook
Le nook est le lecteur de livres électroniques de Barnes & Noble. Il a été lancé durant la dernière moitié de 2009, et vendu dès la saison des Fêtes de 2009, au prix de 259 $ pour la seule version offerte à ce moment, soit 3G+ WiFi. Depuis l'été 2010, le prix de cette version a été réduit à 199 $, et une nouvelle version a été lancée, soit WiFi seulement, au prix de 149 $.